# Forcipomyia sinuosa
Forcipomyia sinuosa är en tvåvingeart som beskrevs av Dow och Wirth 1972. Forcipomyia sinuosa ingår i släktet Forcipomyia och familjen svidknott. Inga underarter finns listade i Catalogue of Life.